# 赴戦郡
赴戦郡（プジョンぐん）は朝鮮民主主義人民共和国咸鏡南道に属する内陸部の郡。

## 地理
咸鏡南道中北部に位置する。蓋馬高原の一部をなす赴戦高原にあり、鴨緑江の支流・赴戦江が北に向かって流れている。1926年に着工・1930年に完成した赴戦江ダムはこれを堰き止めた発電用ダムで、落差の大きい日本海側に水を落とすことにより約20万キロワットの大発電量を誇った。このダムで生み出された電気は日本海側興南における朝鮮窒素肥料（日窒コンツェルン）の化学工場に充てられた。
高緯度の内陸高原地帯であるため、朝鮮有数の酷寒の地としても知られる。年平均気温は2.5度。1月の平均気温は-17度に達し、8月の平均気温は18度までしか上がらない。このことからかつては避暑地としても知られたといい、植民地期には赴戦高原が「朝鮮八景」の一つにも数えられた。
南に咸鏡南道新興郡、西南に同長津郡、東側には両江道に属する金亨権郡・豊西郡が隣接する。赴戦江は北隣の金正淑郡に流下する。また、西北は慈江道狼林郡である。

## 行政区画
1邑・2労働者区・14里を管轄する。
| - 赴戦邑（プチョヌプ） - 遮日労働者区（チャイルロドンジャグ） - 湖畔労働者区（ホバンノドンジャグ） - 開花里（ケファリ） - 広大里（クァンデリ） - 東ヌプ里（トンヌムニ） - 陵口里（ルングリ） - 門岩里（ムナムニ） - 文川里（ムンチョンニ） | - 白岩里（ペガムニ） - 山水里（サンスリ） - 西ヌプ里（ソヌムニ） - 安基里（アンギリ） - 如雲里（ヨウンニ） - 銀河里（ウナリ） - 二八里（イパルリ） - 漢大里（ハンデリ） |

## 歴史
植民地時代には新興郡の一部であった。

### 年表
この節の出典
- 1930年 - 赴戦江ダム完成。
- 1952年12月 - 郡面里統廃合により、咸鏡南道新興郡永高面・上元川面・下元川面・東上面をもって、赴戦郡を設置。赴戦郡に以下の邑・里が成立。(1邑26里)
  - 赴戦邑・発電里・永高里・上元川里・西谷里・東谷里・解放里・盤石里・杻上里・新豊里・英雄里・興慶里・福巨里・白岩里・文川里・東上里・二八里・門岩里・遮日里・湖畔里・広大里・西ヌプ里・東ヌプ里・漢大里・東興里・釜淵里・麒麟里
- 1953年 - 永高里の一部が赴戦邑に編入。(1邑26里)
- 1954年10月 (1邑32里)
  - 慈江道狼林郡山水里・開花里・如雲里・陵口里・安基里・銀河里を編入。
  - 赴戦邑が慶興里に降格。
  - 漢大里が赴戦邑に昇格。
  - 西谷里の一部が上元川里に編入。
- 1954年11月 - 行政区画の見直しにより、両江道赴戦郡となる。(1邑16里)
  - 発電里・永高里・慶興里・西谷里・東谷里・上元川里・解放里・盤石里・杻上里・新豊里・英雄里・興慶里・福巨里・東興里・釜淵里・麒麟里が咸鏡南道新興郡に編入。
- 1956年9月 (1邑16里)
  - 赴戦邑が漢大里に降格。
  - 東上里が赴戦邑に昇格。
- 1963年11月 - 湖畔里が湖畔労働者区に昇格。(1邑1労働者区15里)
- 1965年1月 - 行政区画の見直しにより、咸鏡南道赴戦郡となる。(1邑1労働者区15里)
- 1977年12月 - 遮日里が遮日労働者区に昇格。(1邑2労働者区14里)

## 交通
- 新興線
  - 赴戦嶺駅 - 咸地院駅 - 道安駅 - 赴戦湖畔駅

## 註
1. ↑  上掲「以北五道委員会」の、旧「新興郡」北部高原地帯の叙述による。
2. ↑  함경남도 부전군 역사